# 穂積郵便局
穂積郵便局（ほづみゆうびんきょく）
- 岐阜県瑞穂市にある郵便局。本記事にて記述する。
- 山梨県南巨摩郡富士川町にある郵便局。局番号は08164。

穂積郵便局（ほづみゆうびんきょく）は岐阜県瑞穂市にある郵便局。民営化前の分類では集配普通郵便局であった。

## 概要
住所：〒501-0299 岐阜県瑞穂市別府1061-2
民営化直前の集配業務再編において、多くの集配普通郵便局は統括センターとなったが、当局は配達センターとされたため、民営化後も郵便事業株式会社の支店は併設されず、集配センターが併設された。

## 沿革
- 1918年（大正7年）6月6日 - 開局。
- 1963年（昭和38年）9月7日 - 簡易な電話加入事務を除く電話交換事務を、岐阜電話局に移管[1]。
- 1964年（昭和39年）6月30日 - 墨俣郵便局から和文電報配達事務の一部[2]を移管。
- 1971年（昭和46年）10月20日 - 電話の加入および料金に関する簡易な事務を岐阜電話局に移管。
- 1975年（昭和50年）7月 - 局舎新築落成。
- 1982年（昭和57年）2月17日 - 和文電報配達業務を岐阜電報電話局に移管。
- 1993年（平成5年）9月1日 - 特定郵便局から普通郵便局に局種別改定。
- 2000年（平成12年）8月14日 - 外国通貨の両替および旅行小切手の売買に関する業務取扱を開始。
- 2007年（平成19年）10月1日 - 民営化に伴い、併設された郵便事業大垣支店穂積集配センターに一部業務を移管。
- 2012年（平成24年）10月1日 - 日本郵便株式会社発足に伴い、郵便事業大垣支店穂積集配センターを穂積郵便局に統合。

## 取扱内容
- 郵便、印紙、ゆうパック、内容証明
- 貯金、為替、振替、振込、国際送金、国債、投資信託
- 生命保険、バイク自賠責保険、自動車保険
- ゆうちょ銀行ATM
- 瑞穂市内の一部地域の集配業務

## 周辺
- 瑞穂市役所
- 瑞穂市図書館
- 瑞穂市立穂積中学校
- 国道21号
- 長良川

## アクセス
- JR東海道本線 穂積駅から南へ約300m（徒歩約4分）
- みずほバス 穂積郵便局停留所下車
- 名神高速道路 岐阜羽島ICから北へ約11km
- 駐車場あり：10台